# Luana Volnovich
Luana Volnovich (Río de Janeiro, 26 de septiembre de 1979) es una politóloga, escritora y política argentina, especializada en Control y Gestión de Políticas Públicas. En la actualidad, es diputada nacional por la provincia de Buenos Aires. 
Se desempeñó como directora ejecutiva del Programa de Atención Médica Integral (PAMI) durante el periodo 2019-2023.  
Previamente, fue directora nacional de Ampliación y Fortalecimiento de Derechos Educativos durante la segunda presidencia de Cristina Fernández de Kirchner y en diciembre de 2015 fue elegida diputada nacional por la provincia de Buenos Aires. 
Durante su mandato como diputada entre los años 2015 - 2019, Luana Volnovich fue designada vicepresidenta segunda de la comisión de Previsión y Seguridad Social y secretaria de la comisión bicameral de Control de los Fondos de la Seguridad Social. Fue, además, vocal en las comisiones de Personas Mayores, Análisis y Seguimiento de Normas Tributarias y Previsionales, y Educación.

## Biografía
Nació en Río de Janeiro en el seno de una familia judía, en 1979 tras el exilio político de sus padres. Cuando regresó al país hacia 1989 se radicó en Buenos Aires y comenzó sus estudios primarios en la escuela N° 16 Wenceslao Posse. Cursó los estudios secundarios en el liceo N° 1 José Figueroa Alcorta. Es licenciada en Ciencia Política, egresada de la Universidad de Buenos Aires y especializada en Gestión y Control de Políticas Públicas (FLACSO).

## Trayectoria política
Durante el gobierno de Cristina Fernández de Kirchner fue directora nacional de Ampliación y Fortalecimiento de Derechos Educativos del Ministerio de Educación de la Nación, donde llevó adelante la implementación de programas como el Plan FinEs y el Progresar. Bajo la órbita del FinEs se inscribieron más de 2 millones de jóvenes y adultos y más de 600 mil obtuvieron su título secundario.
Sus orígenes en la política fueron a través de la militancia universitaria en el contexto de crisis del país hacia el año 2000. Paralelamente, militó en asentamientos de la Ciudad de Buenos Aires en tareas sociales y apoyo escolar.
Más tarde, se incorporó a la agrupación política La Cámpora, donde acompañó a Iván Heyn en la conformación del Centro de Estudios Políticos (CEP), perteneciente a dicha organización. Actualmente, es la responsable política de La Cámpora en Berazategui.
En diciembre de 2015 fue elegida diputada nacional por la provincia de Buenos Aires.

#### Actividad legislativa
En 2016 como diputada fue nombrada vicepresidenta segunda de la comisión de Educación y presentó proyectos de ley orientados a esta área, como el proyecto para declarar la emergencia en tarifas en Universidades Públicas, el de Protección de Datos Educativos, de Movilidad del Programa Progresar, entre otros, y fue quien encabezó en el Congreso de la Nación el reclamo por la restitución de la paritaria nacional docente.
A fines de 2017 fue miembro informante de bloque del FPV-PJ durante el debate del Proyecto de ley de Reforma Previsional, donde expresó la oposición del bloque a esta medida que significó el cambio en la fórmula de movilidad jubilatoria y al que consideraban un perjuicio para los ingresos de los adultos mayores.
En 2018 fue nombrada vicepresidenta de la comisión de Previsión y Seguridad Social y Secretaria de la comisión bicameral de Control de los Fondos de la Seguridad Social. En este período presentó proyectos de ley relevantes en materia de seguridad social. Algunos de esos proyectos fueron:
- Derogación del Decreto 702/2018 sobre Asignaciones Familiares
- Derogación de la ley N°27.426 de Reforma Previsional
- De creación de la Comisión Bicameral para la Reforma del Sistema Previsional Argentino
- De prohibición de cortes de suspensión e interrupción del servicio público de electricidad y gas domiciliario para jubilados por falta de pago
- De Protección del Fondo de los Trabajadores y Jubilados Argentinos (FGS)
- De Régimen de Regularización del Sistema Previsional Argentino cuyo fin es restituir las moratorias previsionales.
- De límite máximo para el costo de los créditos Argenta entregados por Anses
- De rentas vitalicias
- Bono compensatorio de la inflación para jubilados y pensionados[7]